# تیلکوو
تیلکوو (به لاتین: Tylkowo) یک منطقهٔ مسکونی در لهستان است که در Gmina Pasym واقع شده‌است.

## خصوصیات
تیلکوو ۵۶۰ نفر جمعیت دارد.